# Богуслав Штястний
Богуслав Штястний (чеськ. Bohuslav Šťastný; нар. 23 квітня 1949, Гавличкув-Брод, Височина, Чехословаччина) — чехословацький хокеїст, лівий нападник. 
Чемпіон світу 1972, 1976. Член зали слави чеського хокею (2010).

## Клубна кар'єра
У чемпіонаті Чехословаччини грав за «Теслу» з м. Пардубиці (1967-1981). Всього в лізі провів 504 матчі (241 гол). Чемпіон Чехословаччини 1973. Грав у першій атакувальній ланці клубу, поряд із Владіміром Мартінецем та Їржі Новаком.
В 1981 році, разом з Мартінецем, перейшов до німецького «Кауфбойрена». За чотири сезони в елітному дивізіоні німецького хокею провів 133 матчі (63 голи).

## Виступи у збірній
У складі національної збірної був учасником двох Олімпіад (1972, 1976). У Саппоро здобув бронзову нагороду, а через чотири року в Інсбруку — срібну.
Брав участь у шести чемпіонатах світу та Європи (1971-1976). Чемпіон світу 1972, 1976; другий призер 1971, 1974, 1975; третій призер 1973. На чемпіонатах Європи — три золоті (1971, 1972, 1976), дві срібні (1974, 1975) та одна бронзова нагорода (1973). Фіналіст Кубка Канади 1976 року (7 матчів, 1 гол).
На чемпіонатах світу та Олімпійських іграх провів 71 матч (33 закинуті шайби), а всього у складі збірної Чехословаччини — 188 матчів (73 голи).

## Клуб хокейних снайперів
У Чехословаччині (а потім у Чехії) існує «Клуб хокейних снайперів», заснований газетою «Спорт». До нього зараховуються хокеїсти, які в чемпіонатах Чехословаччини та Чехії, а також у складах національних збірних цих країн закинули 250 шайб. Богуслав Штястний у цьому списку посідає 23 місце.

## Нагороди та досягнення
| Нагороди                 | Команда             | Кіл. | Роки             |
| ------------------------ | ------------------- | ---- | ---------------- |
| Олімпійські ігри         |                     |      |                  |
| Срібло                   | Чехословаччина      | 1    | 1976             |
| Бронза                   | Чехословаччина      | 1    | 1972             |
| Чемпіонат світу          |                     |      |                  |
| Золото                   | Чехословаччина      | 2    | 1972, 1976       |
| Срібло                   | Чехословаччина      | 3    | 1971, 1974, 1975 |
| Бронза                   | Чехословаччина      | 1    | 1973             |
| Кубок Канади             |                     |      |                  |
| Фіналіст                 | Чехословаччина      | 1    | 1976             |
| Чемпіонат Європи         |                     |      |                  |
| Золото                   | Чехословаччина      | 3    | 1971, 1972, 1976 |
| Срібло                   | Чехословаччина      | 2    | 1974, 1975       |
| Бронза                   | Чехословаччина      | 1    | 1973             |
| Чемпіонат Чехословаччини |                     |      |                  |
| Золото                   | «Тесла» (Пардубице) | 1    | 1973             |